# Lifago dielsii
Lifago dielsii là một loài thực vật có hoa trong họ Cúc. Loài này được Schweinf. & Muschl. mô tả khoa học đầu tiên năm 1911.